# Jesús Maria Pellin
Jesús Maria Pellin (* 22. Oktober 1892 in Caracas, Venezuela; † 19. November 1969 in Caracas) war ein venezolanischer Geistlicher und römisch-katholischer Weihbischof in Caracas.

## Leben
Jesús Maria Pellin empfing am 25. Mai 1918 das Sakrament der Priesterweihe.
Am 13. Juli 1965 ernannte ihn Papst Paul VI. zum Titularbischof von Aquae Thibilitanae und zum Weihbischof in Caracas. Der Erzbischof von Caracas, José Kardinal Quintero Parra, spendete ihm am 29. August desselben Jahres die Bischofsweihe; Mitkonsekratoren waren der Bischof von Los Teques, Juan José Bernal Ortiz, und der Weihbischof in Caracas, Luis Eduardo Henríquez Jiménez.
Jesús Maria Pellin nahm an der vierten Sitzungsperiode des Zweiten Vatikanischen Konzils teil.